# (298) Baptistina
(298) Baptistina ist ein Asteroid des inneren Hauptgürtels, der am 9. September 1890 vom französischen Astronomen Auguste Charlois am Observatoire de Nice entdeckt wurde.
Ein Bezug dieses Namens zu einer Person oder einem Ereignis ist nicht bekannt.

## Wissenschaftliche Auswertung
Aus Ergebnissen der IRAS Minor Planet Survey (IMPS) wurden 1986 Angaben zu Durchmesser und Albedo für zahlreiche Asteroiden abgeleitet, darunter auch (298) Baptistina, für die damals Werte von 41,5 km bzw. 0,14 erhalten wurden. Diese Werte erwiesen sich jedoch später als deutlich revisionsbedürftig, denn aus Beobachtungen im Infraroten mit dem südlichen Gemini-Teleskop in Chile am 4. März 2008 wurde für den Asteroiden nur noch ein Durchmesser von 12,4 km und dafür eine höhere Albedo im sichtbaren Bereich von 0,35 abgeleitet. Eine Auswertung von Beobachtungen durch das Projekt NEOWISE im nahen Infrarot führte 2012 wiederum zu vorläufigen Werten für den Durchmesser und die Albedo im sichtbaren Bereich von 21,1 km bzw. 0,13. Nach der Reaktivierung von NEOWISE im Jahr 2013 und Registrierung neuer Daten wurden die Werte 2015 zunächst mit 17,5 km bzw. 0,18 angegeben und dann 2016 korrigiert zu 17,3 oder 18,2 km bzw. 0,16 oder 0,15, diese Angaben beinhalten aber alle hohe Unsicherheiten.
Eine spektroskopische Untersuchung von 820 Asteroiden zwischen November 1996 und September 2001 am La-Silla-Observatorium in Chile ergab für (298) Baptistina eine taxonomische Klassifizierung als X- bzw. Xc-Typ.
Photometrische Messungen des Asteroiden fanden erstmals statt am 21. September 1989 am Mount-Lemmon-Observatorium in Arizona. Aus der aufgezeichneten Lichtkurve mit geringer Amplitude wurde auf eine mögliche Rotationsperiode von etwa 7 Stunden geschlossen. Neue Beobachtungen vom 9. und 10. November 2006 am Oakley Observatory des Rose-Hulman Institute of Technology in Indiana widersprachen jedoch diesem Ergebnis, denn hier konnte eine Rotationsperiode von 9,301 h abgeleitet werden.
Da immer noch sehr wenige abgesicherte Daten über den Asteroiden vorlagen, gab es im März und April 2008 koordinierte Beobachtungen an drei weit voneinander entfernten Observatorien, nämlich dem Abbey Ridge Observatory in Kanada, dem Hunter Hill Observatory in Australien und einem Observatorium des Calvin College, Michigan, in Rehoboth, New Mexico. Aus der sehr detaillierten Lichtkurve konnte nun ein neuer Wert von 16,23 h für die Rotationsperiode bestimmt werden.
Weitere Messungen erfolgten vom 3. bis 6. März am La-Silla-Observatorium und am 7. und 8. Mai 2008 am Observatório do Pico dos Dias (OPD) in Brasilien. Obwohl eine mögliche Rotationsperiode zwischen 9 und 12 Stunden oder auch länger als 16 Stunden nicht ausgeschlossen werden konnte, passten die Daten auch nicht sehr gut zu der zuvor bestimmten Periode von 16,23 h, die aber dennoch für die weiteren Auswertungen übernommen wurde. Die Unsicherheiten bei der Bestimmung der Rotationsperiode eines relativ hellen Asteroiden wie (298) Baptistina wurden als ein Hinweis darauf angesehen, dass das Objekt eine sehr unregelmäßige Oberfläche hat, sich sehr schnell oder sehr langsam dreht oder sogar eine komplexe Rotation aufweist.
Im gleichen Zeitraum fanden auch noch weitere Beobachtungen statt vom 7. bis 11. Mai 2008 am Observatorium Borówiec in Polen. Da die Daten aus drei Nächten nicht zur Herleitung einer Rotationsperiode genügten, wurden noch die Messergebnisse vom Hunter Hill Observatory und vom Observatório do Pico dos Dias aus dem gleichen Zeitraum zur Auswertung herangezogen. Die aus den kombinierten Daten erstellte Lichtkurve passte dann zu einer Periode von 16,23 h. Dieses Ergebnis wurde durch weitere Messungen vom 23. Oktober bis 5. November 2009 am Palmer Divide Observatory/Space Science Institute in Colorado bestätigt, wo eine Periode von 16,21 h abgeleitet wurde.
Aus den Daten des Calvin-Rehoboth Observatory aus drei Beobachtungsreihen vom 13. bis 27. März 2008, vom 30. März bis 24. April 2008 und vom 9. Mai bis 9. Juni 2008 wurden in einer Untersuchung von 2016 Rotationsperioden des Asteroiden von 16,2212, 16,2263 bzw. 16,2376 h abgeleitet. Aus archivierten Daten des Asteroid Terrestrial-impact Last Alert System (ATLAS) aus dem Zeitraum 2015 bis 2018 konnte in einer Untersuchung von 2022 mit der Methode der konvexen Inversion eine Rotationsperiode von 16,2301 h bestimmt werden.

## Baptistina-Familie
(298) Baptistina ist das größte Mitglied einer Asteroidenfamilie mit ähnlichen Bahneigenschaften, wie eine Große Halbachse von 2,17–2,34 AE, eine Exzentrizität von 0,12–0,17 und eine Bahnneigung von 4,5°–7,0°. Taxonomisch handelt es sich um Asteroiden der Spektralklassen S und C, die mittlere Albedo liegt bei 0,23. Die Baptistina-Familie umfasste im Jahr 2019 über 5860 bekannte Mitglieder, sie ist innerhalb der größeren (und wesentlich älteren) Flora-Familie angesiedelt und ihr Alter wurde auf unter 100 Mio. Jahre geschätzt. Damals könnte ein Ursprungskörper von etwa 41 km Durchmesser von einem Impaktor mit einer Größe von mindestens 900 m getroffen worden sein, wodurch er etwa 86 % seiner Masse verlor.

## Möglicher Zusammenhang mit dem K-P-Ereignis
Es wurde oft angenommen, dass die Kraterbildungsrate auf Erde und Mond in den letzten drei Milliarden Jahren nahezu konstant geblieben ist. Verschiedene Belege deuten jedoch darauf hin, dass der Einschlagsstrom von kilometergroßen Körpern in den letzten rund 100 Millionen Jahren im Vergleich zum langfristigen Durchschnitt um mindestens das Doppelte zugenommen hat. Noch basierend auf den IRAS-Angaben zu Durchmesser und Albedo für (298) Baptistina (siehe oben) kam eine Untersuchung von 2007 aufgrund von theoretischen Überlegungen, statistischen Berechnungen und numerischen Simulationen zum Schluss, dass dieser scheinbare Anstieg durch die katastrophale Zerstörung des Vorgängerkörpers des Asteroiden (298) Baptistina vor 140–190 Millionen Jahren ausgelöst wurde. Demnach soll es sich um einen etwa 170 km großen Körper mit einer Zusammensetzung aus sehr dunklem kohligem Chondrit-Material gehandelt haben, der durch einen 60 km großen Impaktor getroffen wurde. Dabei wären rund 135.000 Bruchstücke mit mehr als einem Kilometer und etwa 300 mit mehr als 10 km Größe entstanden, deren Reste heute die Baptistina-Familie bildeten.
Etwa 10–20 % dieser Bruchstücke könnten durch Bahnresonanzeffekte mit Mars und Jupiter in Verbindung mit den nicht-gravitativen Wirkungen des Jarkowski- und des YORP-Effekts aus dem Asteroidengürtel in den Bereich der inneren Planeten abgelenkt worden sein, wovon wiederum etwa 2 % auf Kollisionskurs mit der Erde, aber auch mit Mars und Venus kamen. Die Untersuchung schätzte dazu ab, dass dies zu einer erhöhten Rate an Einschlägen auf der Erde während der gesamten Kreidezeit führte (mit einem Maximum vor etwa 100 Mio. Jahren) und dass insbesondere der Chicxulub-Impaktor, der das Massenaussterben am Übergang von der Kreidezeit zum Paläogen vor etwa 65 Mio. Jahren verursachte (K-P-Ereignis), mit einer Wahrscheinlichkeit von mindestens 90 % eines dieser Proto-Baptistina-Bruchstücke war. Ebenso könnte der auffällige 109 Mio. Jahre alte Krater Tycho auf dem Mond sowie wenigstens einer der großen Krater auf der Venus jeweils mit hoher Wahrscheinlichkeit auf eines der Proto-Baptistina-Bruchstücke zurückgehen.
Untersuchungen mit dem SPEX-Instrument an der Infrared Telescope Facility (IRTF) am Mauna-Kea-Observatorium auf Hawaiʻi im Februar und März 2008 führten jedoch zu einer Neubewertung der Albedo von (298) Baptistina innerhalb eines Bereichs von 0,12–0,39. Diese Albedo ist viel höher als die für einen Körper aus kohligem Chondrit erwartete Albedo von etwa 0,03–0,06, und steht eher im Einklang mit der von S-Typ-Asteroiden. Dazu passen auch die gemessenen Spektraldaten im nahen Infrarot, nach denen die Oberfläche von (298) Baptistina von einer Mischung aus Olivin und Pyroxen dominiert wird. Die höhere Albedo führte auch zu einer Korrektur des Durchmessers des Asteroiden zu 14–26 km, wesentlich weniger als in der Untersuchung von 2007 angenommen. Diese Ergebnisse sprachen gegen die Annahme, dass es sich bei (298) Baptistina um einen kohligen Chondrit handelt und dass sie mit dem K-P-Impaktkörper in Verbindung steht.
Auch die Untersuchung weiterer Mitglieder der Baptistina-Familie ergab, dass sie wahrscheinlich aus dem Zerfall eines Vorgängerkörpers mit einer Zusammensetzung aus gewöhnlichem Chondrit mit geringem Metall- und Eisengehalt entstanden ist, und damit nicht die Quelle des K-P-Impaktors sein kann, falls dieser Körper tatsächlich eine Zusammensetzung aus kohligem Chondrit hatte, wie die Analyse von Sedimenten und Meteoritenfragmenten nahelegt. Die in der Untersuchung von 2007 zur Datierung der Baptistina-Familie verwendete Methode würde durch die höhere Albedo auch ein deutlich jüngeres Alter der Baptistina-Familie ergeben.
Dies wurde auch durch die Auswertung der Beobachtungen durch das Projekt NEOWISE im Jahr 2011 bestätigt, das für etwa 1000 Mitglieder der Baptistina-Familie eine mittlere Albedo von 0,13–0,34 lieferte, wonach bei ansonsten unveränderten physikalischen Parametern das Alter der Familie mit etwa 80 Mio. Jahren etwa 2-mal niedriger wäre als in der Untersuchung von 2007 angenommen, wodurch die dort abgeleiteten Zusammenhänge sehr unwahrscheinlich würden. Eine Neubewertung in einer Untersuchung von 2012 stellte dagegen fest, dass unter zusätzlicher Berücksichtigung einer höheren mittleren Dichte das am besten passende Alter der Baptistina-Familie irgendwo im Bereich zwischen 140 und 320 Millionen Jahren liegen kann. Neuere Untersuchungen von 2015 und 2019 grenzten das Alter unter Berücksichtigung des YORP-Effekts aber erneut auf unter 100 Mio. Jahre ein.